# August Hermann Francke
August Hermann Francke (22. března 1663, Lübeck – 8. června 1727, Halle) byl německý teolog a pedagog.
Francke se stal vůdčí osobností pietismu po P. J. Spenerovi, byl učitelem Matěje Bela.

## Dílo
- August Hermann Francke (1704): August Hermann Franckes Schrift über eine Reform des Erziehungs- und Bildungswesens als Ausgangspunkt einer geistlichen und sozialen Neuordnung der Evangelischen Kirche des 18. Jahrhunderts: der Grosse Aufsatz. Mit einer quellenkundlichen Einführung. Hrsg. v. Otto Podczeck. Berlin. Akademie 1962.

## Fotogalerie

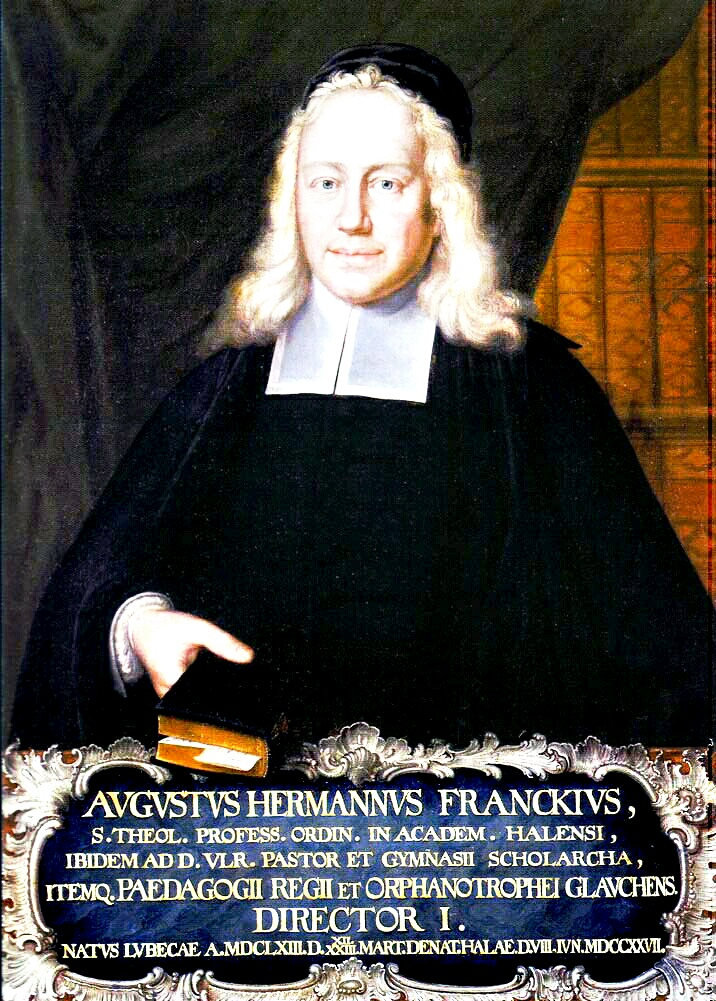
August Hermann Francke
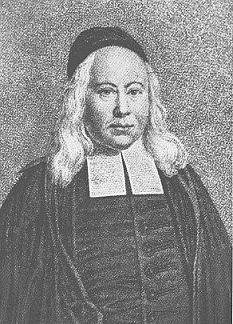
August Hermann Francke (cca 1700)
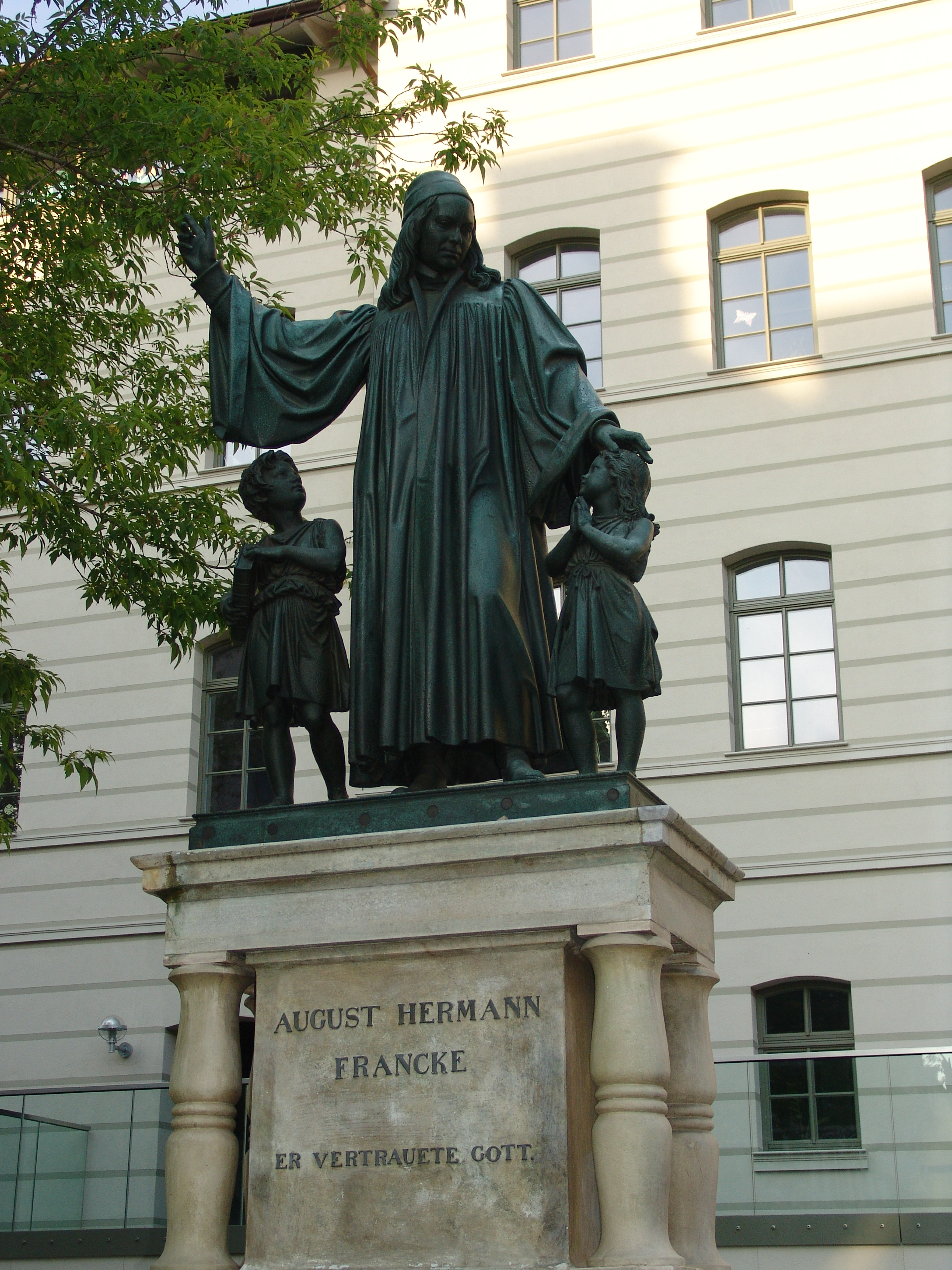
Socha Augusta Hermanna Franckeho, Halle (Saale)
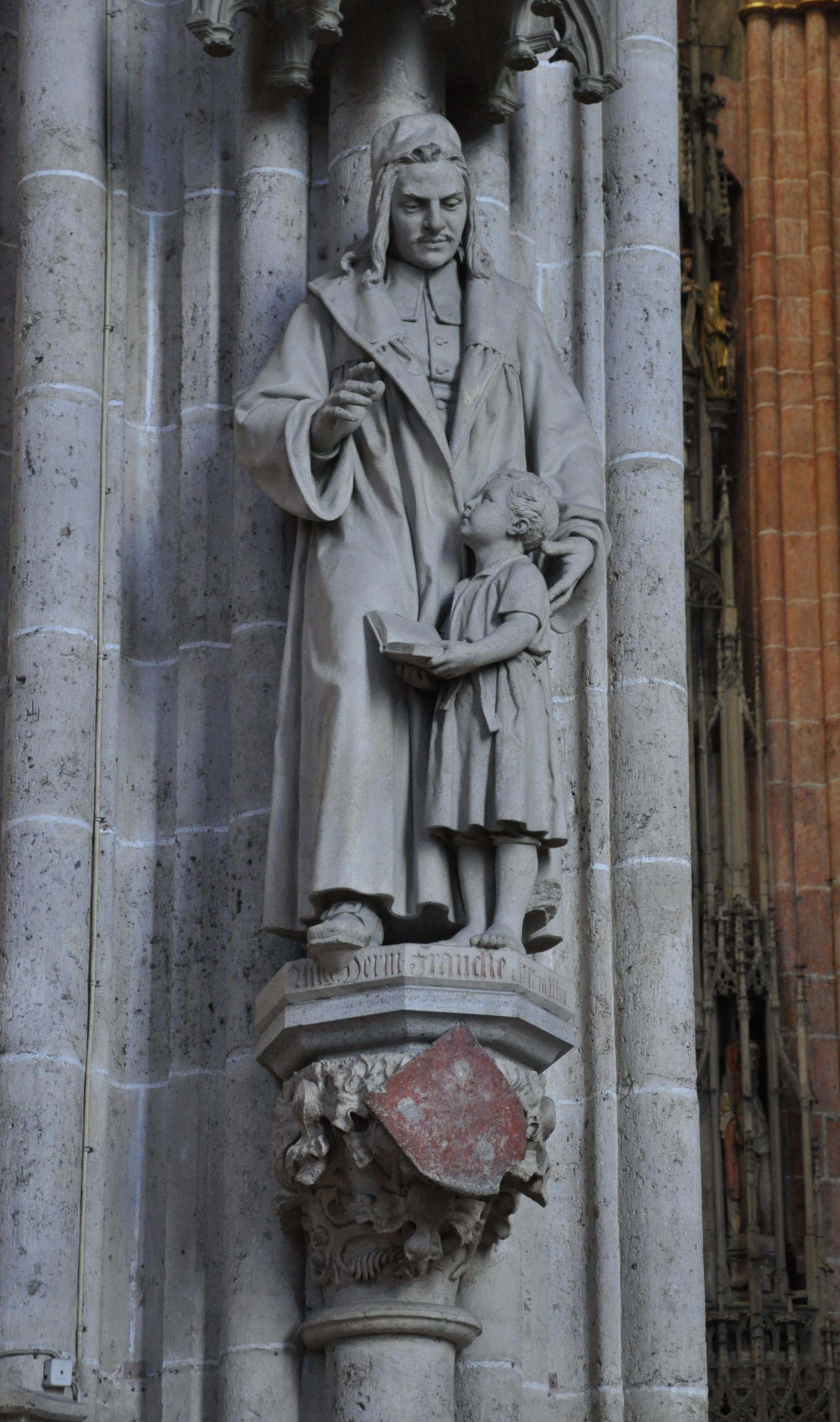
Socha Augusta Hermanna Franckeho v Ulmu (Velechrám v Ulmu)
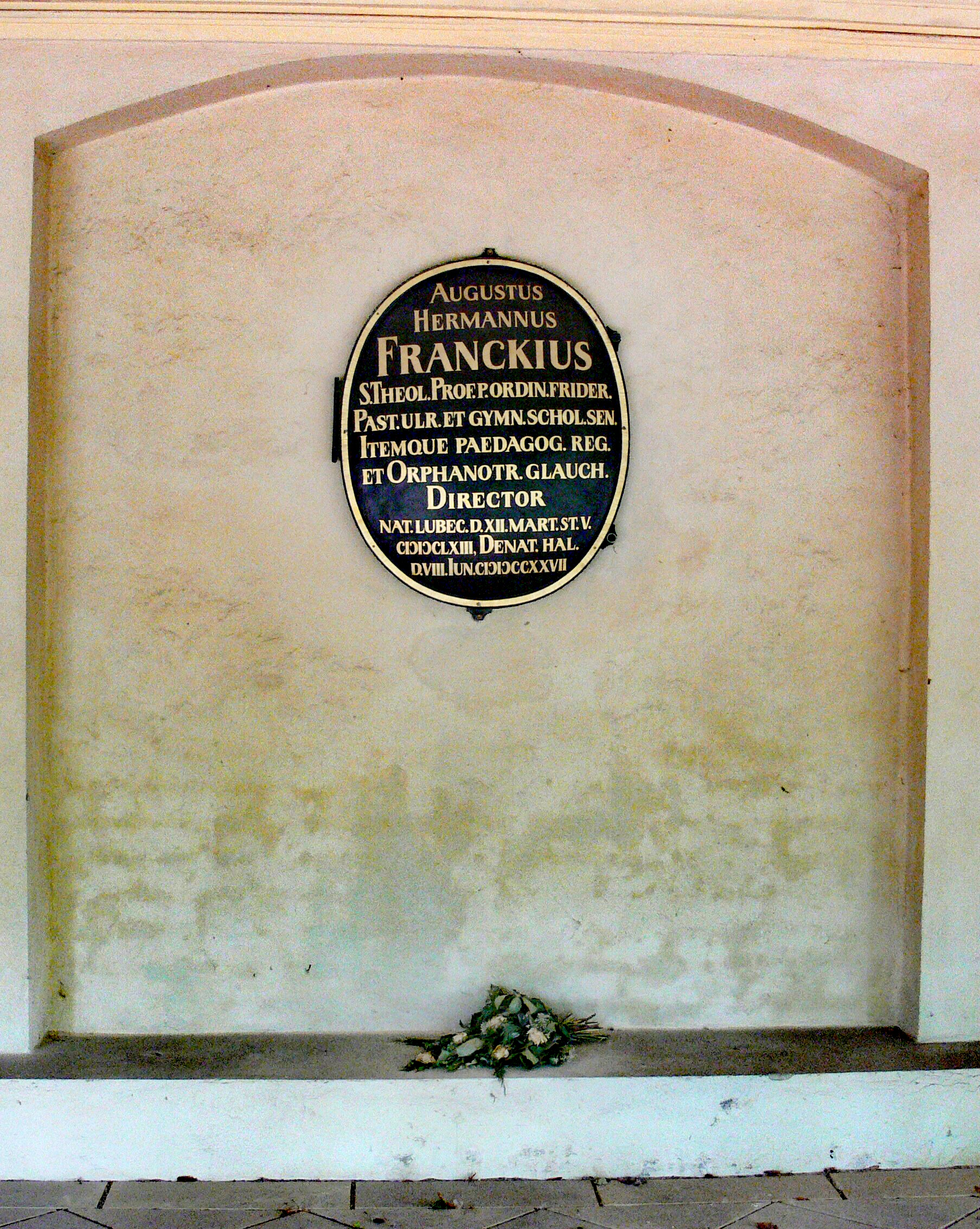
Hrob Augusta Hermanna Franckeho v Halle ('Stadtgottesacker')